# Список высших растений Казахстана
Список высших растений Казахстана согласно книге М. С. Байтенова «Флора Казахстана» (в двух томах — 1999, 2001).

## ОтделLycopodiophyta—Плауновидные

### Сем. 1.LycopodiaceaeMirbel—Плауновые

#### LycopodiumL.—Плаун
В роде около 25 видов, которые встречаются преимущественно в холодных и умеренных областях Земли. В Казахстане 2 вида:
- Lycopodium annotinum L. (Сев. Казахстан)
- Lycopodium clavatum L. (Алтай)

#### DiphasiastrumH.—Дифазиаструм
Род насчитывает около 15 видов, которые встречаются преимущественно в холодных и умеренных областях земли. В Казахстане 2 вида:
- D. alpinum (L .) Holub (Алтай)
- D. complanatum (L .) Holub (Алтай).

### Сем. 2.Баранцовые—HuperziaceaeRothmaler
В семействе 1 род и примерно 10—12 видов, распространенных в холодных и умеренных широтах Северного полушария и в горных регионах тропиков Азии. В Казахстане 1 род с 1 видом.

#### Род 1.Баранец—HuperziaBernhard!
- Huperzia selago (L .) Bemh. ex Schrank et C. Mart. Встречается на Алтае и в Джунгарском Алатау, недавно собран в Кунгей Алатау (Байтенов, 1999).

### Сем. 3.Плаунковые—SelaginellaceaeWillkomm
В семействе 1 род и около 150 видов, широко распространённых на Земле, преимущественно в тропических и субтропических областях.

#### Род 1.Плаунок—SelaginellaPalisot de Beau vois
В Казахстане 1 вид:
- S. aitchisonii Hieron (Кунгей Алатау).

### Сем. 4.Полушниковые—IsoetaceaeReichenbach
В семействе 2 рода и около 150 видов, широко распространенных по земному шару от холодных широт до тропиков. В Казахстане 1 род с 1 видом.

#### Род 2.Дифазиаструм—DiphasiastrumHolub
В роде около 150 видов с широким распространением по земному шару. В Казахстане 1 вид:
- Isoetes setacea Durieu (на севере Костанайской области).

## ОтделПапоротниковидные—Polypodiophyta

### Сем. 5.Ужовниковые—OphioglossaceaeC. Agardh
Семейство включает 5 родов и около 80 видов, довольно широко распространенных по земному шару. В Казахстане 2 рода и 3 вида.

#### Род 1.Ужовник—OphioglossumLinnaeus
Род насчитывает около 30 видов, распространенных в субтропических и особенно в тропических областях Земли. В Казахстане 1 вид:
- Ophioglossum vulgatum L. (Тянь-Шань; Алтай).

#### Род 2.Гроздовник—BotrychiumSwartz
В роде около 25 видов с космополитным распространением, более 20 видов — в Северной Америке (Wagner W. Н. Jr., Wagner Fl. S., 1993). В Казахстане 2 вида:
- Botrychium multifidum — Гроздовник многораздельный (S. G. Cmel.) Rupr. (Алтай) и
- Botrychium lunaria — Гроздовник полулунный (L.) (Тянь-Шань; Алтай).

### Сем. 6.Оноклеевые—OnocleaceaePichi Sermolli
В семействе 2 рода и 3—4 вида, распространенных в Северном полушарии. В Казахстане 1 род с 1 видом.

#### Род 1.Полушник—IsoetesLinnaeus
9

#### Род 1.Страусник—MatteucciaTodaro
В роде 2—3 вида, встречающиеся в Северном полушарии. В Казахстане 1 вид:
- Matteuccia Struthiopteris — Страусник обыкновенный (L .) Todaro, распространенный в северных и восточных областях. Палеоботанические материалы известны с плиоцена Кавказа (Аскеров, 1984).

### Сем. 7.Кочедыжниковые—AthyriaceaeAlston
Семейство объединяет около 15 родов и 800 видов, преимущественно распространенных в умеренной зоне Северного полушария, и лишь немногие виды встречаются в тропиках. В Казахстане 4 рода и 10 видов.

#### Род 1.Кочедыжник—AthyriumRoth
Род охватывает около 200 видов, распространенных главным образом в умеренной зоне Северного полушария. В Казахстане 3 вида.
Палеоботанический материал известен с палеоцена Северной Америки
(Lamotte, 1952).

#### Род 2.Диплазиум—DiplaziumSwartz
Крупный род, насчитывающий около 400 видов, преимущественно встречающихся в тропической зоне. Ряд видов произрастает в умеренных областях Евразии и Северной Америки. В Казахстане 1 вид:
- Diplazium sibiricum — Диплазиум сибирский (Turcz. ex G. Kunze) Kurata Диплазиум сибирский (Алтай).

#### Род 3.Пузырник—CystopterisBernhardi
Род насчитывает около 20 видов с почти космополитным распространением. В Казахстане 4 вида. Палеоботанический материал известен из миоцена Кавказа (Аскеров,1984).

#### Род 4.Голокучник—GymnocarpiumNewman
В роде около 10 видов, распространенных в Северном полушарии. В Казахстане 2 вида:
- Gymnocarpium dryopteris — Голокучник обыкновенный(L .) Newm. и
- Gymnocarpium robertianum — Голокучник Робертов(Hoffm.) Newm., встречаются в северных и центральных областях.

### Сем. 8.Вудсиевые—Woodsiaceae(Diels) Herter
Семейство с 1 родом, насчитывающим около 30 видов, встречающихся по всему земному шару, кроме Австралии и Антарктиды. В Казахстане 1 род с 1 видом.

#### Род 1.Вудсия—WoodsiaR. Brown
Род насчитывает около 30 видов с почти космополитным распространением, около 60 /о видов приурочено к Гималаям. В Казахстане 1 вид:
- Woodsia ilvensis — Вудсия эльбская (L .) Br. (Сев. Тянь-Шань).

### Сем. 9.Щитовниковые—DryopteridaceaeHerter
Семейство охватывает ряд крупных и мелких родов, насчитывающих до 500 видов, широко распространенных по всему земному шару. В Казахстане 2 рода и 9 видов.

#### Род 1.Щитовник—DryopterisAdanson
Род насчитывает около 250 видов, распространенных от холодных поясов Евразии и Северной Америки до тропиков Азии, Африки и Южной Америки. В Казахстане 7 видов.

#### Род 2.Многорядник—PolystichumRoth
Род охватывает около 200 видов, представленных в основном в умеренных зонах обоих полушарий. В Казахстане 2 вида:
- Polystichum lonchitis — Многорядник копьевидный(L .) Roth (Тянь-Шань) и
- Polystichum braunii — Многорядник Брауна (Spenn.) Fee (Алтай).

### Сем. 10.Телиптерисовые—ThelypteridaceaeChing Ex Pichi Sermolli
Количество родов в семействе разночтиво, одни авторы объединяют почти все виды Thelypteridaceae в один крупный род Thelypteris, другие разбивают его почти на 30 мелких родов. В общем в семействе около 900 видов. В Казахстане 3 рода, 3 вида.

#### Род 1.Телиптерис—ThelypterisSchmidel
Род охватывает более 850 видов, широко представленных в тропических и субтропических зонах обоих полушарий. В Казахстане 1 вид:
- Thelypteris palustris — Телиптерис болотный Schott (Алтай),

#### Род 2.Фегоптерис—Phegopteris(С. Presi) Fee
В роде 3 вида, распространенных в бореальных областях Северного полушария, 1 вид в Малайзии. В Казахстане 1 вид:
- Phegopteris connectilis — Буковник обыкновенный (Michx.) Watt. (Алтай).

#### Род 3.Ореоптерис—OreopterisHolub
В роде 3—4 вида, встречающихся в Палеарктике. В Казахстане 1 вид:
- Oreopteris limbosperma — Горнопапоротник горный (All.) Holub (Алтай).

### Сем. 11.Костенцовые—AspleniaceaeNewman
В семействе 10—12 родов, которые охватывают более 700 видов, широко распространенных в обоих полушариях. В Казахстане 4 рода и 10 видов.

#### Род 1.Костенев—AspleniumLinnaeus
В роде около 700 видов, широко распространенных во всех областях земного шара, но наибольшее их разнообразие наблюдается в тропиках. В Казахстане 7 видов.

#### Род 2.Кривокучник—CamptosorusLink
В роде 2 вида, встречающихся в горных системах Сибири, Дальнего Востока и Северной Америки. В Казахстане 1 вид:
- Camptosorus sibiricus — ? Rupr. (Алтай).

#### Род 3.Листовик—PhyllitisHill
В роде 4 вида распространенных в Северном полушарии и Юго-Восточной Азии. Американские ботаники Phyllitis как и предыдущий род Camtosorus, относят к роду Asplenium (Wagner W. H. Jr., Wagner F. S., 1993).
В Казахстане 1 вид:
- Phyllitis scolopendrium — Костенец сколопендровый (L .) Newm. (xp. Каржантау).

#### Род 4.Скребница—CeterachWilidenow
В роде 3 вида, распространенных в горных областях Евразии и Африки. В Казахстане 1 вид:
- Ceterach officinarum — Костенец аптечный Willd. (Тянь-Шань).

### Сем. 12.Криптограммовые—CryptogrammaceaePichi Sermolli
Семейство с 1 родом Cryptogramma R. Brown, насчитывающим около 10 видов, распространенных в умеренных областях Северного полушария
и Южной Африки.

#### Род 1.Скрытокучница—CryptogrammaR. Br.
В Казахстане 1 вид:
- Cryptogramma stellen (S. G. CmeL) Prantl (Алтай).

### Сем. 13.Синоптерисовые—SinopteridaceaeKoidz
Семейство включает 7—15 родов и около 325 видов, произрастающих главным образом в аридных областях Америки, Евразии и Австралии и особенно в Мексике, во флоре которой их насчитывается более 100 видов. В Казахстане 1 род с 2 видами.

#### Род 1.Краекучник—CheilanthesSwartz
Род насчитывает около 150 видов, встречающихся в засушливых местообитаниях Америки, Африки, Азии и Австралии. В Казахстане 2 вида:
- Cheilanthes argentea (S. G. Gmelin) G. Kunze (Алтай)
- Cheilanthes persica — Краекучник персидский (Borg) Mett, ex Kuhn. (Тянь-Шань).

### Сем. 14.Гиполеписовые—hypolepidaceaepichi sermolli
Ряд родов папоротников до сих пор не могут найти свое пристанище в системе папоротниковидных. Так, в частности, и род Pterdium Gled. ex Scop, одни ботаники помещают в сем. Dennstaedtiaceae, другие — в сем. Hypolepidaceae, третьи — в сем. Cyatheaceae.

#### Род 1.Орляк—PteridiumGleditsch еж Scopoli
Род с одним почти космополитным видом Р. aquilinum (L .) Kuhn. Некоторые авторы выделяют ряд близких видов (Гризебах, 1877; Кузнецов, 1912; Hulten, 1968 и др.). В Казахстане
- Pteridium aquilinum — Орляк обыкновенный (L .) Kuhn, встречается в северных и восточных районах.

### Сем. 15.Многоножковые—PolypodiaceaeBerchtold Et J. Presl
Семейство охватывает около 40 родов и 500 видов, широко распространенных по всему земному шару, но в основном — в тропиках Азии. В Казахстане семейство представлено 2 родами и 2 видами.

#### Род 1.Многоножка—PolypodiumLinnaeus
В роде около 100 видов, обитающих в тропической, реже субтропической и умеренной зонах. В Казахстане 1 вид: Р. vulgare L. (Сев. Тянь-Шань; Тарбагатай).

#### Род 2.Плеопелтис—PleopeltisHumboldt et Bonpland ex Willdenow
Род насчитывает около 25 видов, распространенных в Азии. В Казахстане 1 вид:
- Pleopeltis clathrata — Щиточешуйник решётчатый (Clarke) Czer. (Алтай).

### Сем. 16.Марсилиевые—Marsileaceaemirbel
В семействе 3 рода и более 50 видов, широко распространенных в теплых районах земного шара. В Казахстане 2 рода с 4 видами.

#### Род 1.Марсилея—MarsileaLinnaeus
В роде около 45 видов, широко распространенных на Земле. В Казахстане 3 вида.

#### Род 2.Пилюльница—PilulariaLinnaeus
В роде 6 видов, встречающихся в Северном полушарии и в Австралии. В Казахстане 1 вид:
- Pilularia globulifera — Пилюльница шароносная L . (Зап. Казахстан).

### Сем. 17.Сальвиниевые—SalviniaceaeReichenbach
В семействе 1 род и 10 видов, широко распространенных на Земле. В Казахстане 1 род с 1 видом.

#### Род 1.Сальвиния—SalviniaSeguier
В роде 10 видов, подавляющее большинство которых населяют пресноводные водоемы тропических и субтропических поясов Земли. В Казахстане 1 вид:
- Salvinia natans — Сальвиния плавающая (L .) All., распространенный по водоемам республики.

### Сем. 18.Адиантовые—Adiantaceae(C. Presl) Ching
Птеридологи выделяют в семействе собственно адиантовых несколько десятков близких родов. Наиболее крупным среди них является род Adiantum L. произрастающий в тропических и субтропических поясах Земли, особенно в американских тропиках. В Казахстане 1 род с 1 видом.

#### Род 1.Адиантум—AdiantumLinnaeus
Род насчитывает около 200 видов с широким распространением в тропических, субтропических и умеренно теплых поясах Земли. В Казахстане 1 вид:
- Adiantum capillus-veneris — Адиантум венерин волос L. (Тянь-Шань).

## ОтделХвощевидные—Equisetophyta

### Сем. 19.Хвощевые—EquisetaceaeA. Michaux Ex А. P. De Candolle
В семействе 1 род и около 20 полиморфных видов с широким распространением на Земле.

#### Род 1.Хвощ—EquisetumLinnaeus
Род насчитывает около 20 видов с почти космополитным распространением. В Казахстане 9 видов.

## ОтделГолосеменные—Gymnospermae

### Сем. 20.Сосновые—PinaceaeLindley
Семейство, насчитывает 10 родов и около 200 видов, распространенных в Северном полушарии. В Казахстане 4 рода и 7 видов.

#### Род 1.Ель—PiceaA. Dietrich
В роде 35 видов, встречающихся в холодных и умеренных областях Северного полушария. В Казахстане 2 вида: 
- Picea obovata Ledeb. (Алтай) и
- Picea schrenkiana Fisch. et С. A . Mey. (Тянь-Шань, xp. Тарбагатай).

#### Род 2.Пихта—AbiesMiller
Род насчитывает 42 вида, распространенных в умеренных широтах Северного полушария. В Казахстане 2 вида: 
- Abies semenovii В. Fedtsh. (Таласский Алатау) и
- Abies sibirica Ledeb. (Алтай, Джунгарский Алатау).

#### Род 3.Сосна—PinusLinnaeus
Род насчитывает около 100 видов, распространенных в Северном полушарии, лишь на юго-востоке Азии он проникает в Индонезию.
В Казахстане 2 вида: 
- Pinus sylvestris L. (северные районы республики, Казахский мелкосопочник, Алтай) и
- Pinus sibirica Du Tour (Алтай).

#### Род 4.Лиственница—LarixMiller
В роде 10 видов, распространенных в холодных и умеренных широтах Северного полушария. В Казахстане 1 вид:
- Larix sibirica Ledeb. (север Тургайского прогиба (Пугачев, 1994); Алтай; хр. Тарбагатай).

### Сем. 21.Кипарисовые—Cupressaceaebartling
Семейство охватывает 20 родов и около 130 видов, широко распространенных в обоих полушариях. В Казахстане 1 род с 10 видами.

#### Род 1.Можжевельник—JuniperusLinnaeus
В роде более 50 видов, распространенных в Северном полушарии от холодных поясов до тропиков, и лишь один вид — в Центральной Африке. В Казахстане 10 видов.

### Сем. 22.Эфедровые—ephedraceaedumortier
В семействе 1 род, насчитывающий около 60 видов, широко распространенных в областях с сухим климатом Средиземноморья, Азии, Северной и Южной Америки.

#### Род 1.Хвойник—EphedraLinnaeus
В Казахстане 10 видов с 1 эндемиком: 
- Ephedra pseudodistachia Pachom.

## ОтделПокрытосеменные—Angiospermae

### Сем. 23.Руппиевые—RuppiaceaeJ. HUTCHINSON
В семействе 1 род, насчитывающий около 10 видов, широко распространенных во внетропических областях обоих полушарий.

#### Род 1.Руппия—RuppiaLinnaeus
В Казахстане 1 род с 3 видами: 
- Ruppia maritima L. (повсеместно),
- Ruppia spiralis L. ex Dumort. (Каспийское море),
- Ruppia drepanensis Tineo (Алтай).

### Сем. 24.Заникеллиевые—ZannichelliaceaeDUMORTIER
В семействе 4 рода, насчитывающих около 15 видов, которые широко распространены в пресных и солоноватых водоемах обоих полушарий. В Казахстане 2 рода и 4 вида.

#### Род 1.Занникеллия—ZannichelliaLinnaeus
Род насчитывает около 10 видов, распространенных в обоих полушариях. В Казахстане 3 вида: 
- Zannichellia palustris L. (Устюрт; Прибалхашье; хр. Тарбагатай),
- Zannichellia pedunculata Rchb. (спорадично повсеместно) и
- Zannichellia major Воепп. (Прикасйий).

#### Род 2.Алтения—AltheniaF. Petit
В роде 1 вид, встречающийся на юге Европы и Алтае. В Казахстане Althenia filiformis F . Petit встречается на Алтае и в Бетпак-дале.

### Сем. 25.Рогозовые—TyphaceaeA. L. JUSSIEU
В семействе 1 род с 15 видами, широко распространенными в обоих полушариях.

#### Род 1.Рогоз—TyphaLinnaeus
В Казахстане род представлен 6 видами. Ископаемые остатки известны с миоцена Ашутаса Зайсанской котловины (Криштофович и др., 1956).

### Сем. 26.Ежеголовниковые—SparganiaseaeF. RUDOLPHI
В семействе 1 род, насчитывающий 15—20 видов, распространенных в субарктических, умеренных и субтропических областях Северного полушария.

#### Род 1.Ежеголовка—SparganiumLinnaeus
В Казахстане род представлен 7 видами.

### Сем. 27.Рдестовые—PotamogetonaceaeDUMORTIER
Семейство включает 2 рода, содержащих около 100 видов, распространенных в пресных, реже солоноватых водоемах обоих полушарий. В Казахстане 1 род.

#### Род 1.Рдест—PotamogetonLinnaeus
В Казахстане род насчитывает 20 видов, представленных во всех регионах республики.

### Сем. 28.Взморниковые—ZosteraceaeDUMORTIER
Семейство состоит из 3 родов, охватывающих около 25 видов, широко распространенных во внетропической части Северного полушария, хотя некоторые виды заходят в тропическую область юго-восточной Азии и Африки. В Казахстане 1 род с 1 видом.

#### Род 1.Взморник—ZosteraLinnaeus
В роде около 15 видов с почти космополитным распространением. В Казахстане 1 вид: 
- Zostera noltii Нотет. (Прикаспий; Приаралье).

### Сем. 29.Наядовые—NajadaceaeA. L. JUSSIEU
- В семействе 2 рода, насчитывающих около 60 видов, широко распространенных как в тропических, так и во внетропических областях обоих полушарий. В Казахстане 2 рода и 5 видов.

#### Род 1.Наяда—NajasLinnaeus
В роде около 50 видов с широким ареалом. В Казахстане 2 вида: 
- Najas manna L. и
- Najas major All.

#### Род 2.Каулиния—CauliniaWilldenow
Род насчитывает около 10 видов, распространенных преимущественно в Северном полушарии. В Казахстане 3 вида: 
- Caulinia graminea (Delile) Tzvel.f
- Caulinia minor (AU.) Coss.et Germ.,
- Caulinia tenuissima (A. Br. ex Magnus) Tzvel.

### Сем. 30.Ситниковидные—JuncaceaeL. RICHARD
Семейство включает 5 родов и около 20 видов, распространенных во внетропических областях Северного и Южного полушария Земли. В Казахстане 1 род с 2 видами.

#### Род 1.Триостренник—TriglochinLinnaeus
Род насчитывает 15 видов, распространенных по всему ареалу семейства. В Казахстане 2 вида: 
- Triglochin maritimum L. и
- Triglochin palustre L. (повсеместно).

### Сем. 31.Частуховые—AlismataceaeVENTENAT
Семейство включает 13—14 родов и около 100 видов с почти космополитным распространением. В Казахстане 3 рода и 8 видов.

#### Род 1.Частуха—AlismaLinnaeus
В роде около 10 видов, распространенных по всей Земле. В Казахстане 3 вида.

#### Род 2.Стрелолист—SagittariaLinnaeus
Род насчитывает около 20 видов с космополитным распространением, обилен В' Америке. В Казахстане 3 вида.

#### Род 3.Звездоплодник—DamasoniumP. Miller
В роде 5 видов с почти космополитным распространением. В Казахстане 2 вида: 
- Damasonium alisma Mill. и
- Damasonium constrictum Jus. (северные районы Республики; Казахский мелкосопочник).

### Сем. 32.Сусаковые—ButomaceaeL. RICHARD
В семействе 1 род и 1 вид, широко распространенный в Европе и внетропических областях Азии.

#### Род 1.Сусак—ButomusLinnaeus
Монотипный род с палеарктическим ареалом. В Казахстане 
- Butomus umbellatus L. (повсеместно).

### Сем. 33.Водокрасовые—HydrocharitaceaeA. L. JUSSIEU
Семейство насчитывает 16 родов и около 120 видов, широко распространенных на Земле, исключая арктическую зону. В Казахстане 5 родов и 5 видов.

#### Род 1.Гидрилла—HydrillaL. Richard
Монотипный род, встречающийся в Евразии и Северной Америке. В Казахстане 
- Hydrilla verticillata (L. fil.) Royle зарегистрирован в восточных областях.

#### Род 2.Телорез—StratiotesLinnaeus
Монотипный род, встречающийся в Европе, Сибири. В Казахстане 
- Stratiotes aloides L. произрастает в северных районах.

#### Род 3.Элодея—ElodeaA. Michaux
Род включает 12 видов, встречающихся в Америке и натурализировавшихся в Европе, затем в Сибири. В Казахстане 
- Elodea canadensis Michx. недавно найден в озерах Северо-Казахстанской области (Свириденко, 1986).

#### Род 4.Водокрас—HydrocharisLinnaeus
Род с 2 видами, встречающимися в Палеарктике. В Казахстане 1 вид: 
- Hydrocharis morsus-ranae L. (от Прикаспия до Алтая).

#### Род 5.Валлиснерия—VallisneriaLinnaeus
В роде 5 видов, встречающихся в теплых и тропических областях Земли. В Казахстане 1 вид (Приаралье).

### Сем. 34.Злаковые—PoaceaeBARNHART
Семейство злаков является одним из наиболее крупных в растительном мире и насчитывает около 700 родов и около 8000 видов, распространенных по всему земному шару. В Казахстане 101 род и 482 вида.

### Сем. 35.Осоковые—CyperaceaeA. L. JUSSIEUI JP
Довольно крупное семейство, охватывающее более 100 родов и 4 000 видов, распространенных по всему земному шару. В Казахстане 19 родов и 182 вида.

#### Род 1.Ситовник—PycreusPalisot de Beauvois
В роде около 70 видов, широко встречающихся в обоих полушариях, преимущественно в тропических областях. В Казахстане 4 вида.

#### Род 2.Ситничек—Juncellus(Grisebach) C. В. Clarke
Род насчитывает около 15 видов, встречающихся в теплых и умеренных широтах Земли. В Казахстане 3 вида.

#### Род 3.Сыть—CyperusLinnaeus
Огромный род, насчитывающий около 600 видов, широко распространенных в обоих полушариях. В Казахстане 8 видов.

#### Род 4.Пушица—EriophorumLinnaeus
В роде 20 видов, встречающихся преимущественно в холодных и умеренных областях Северного полушария, особенно в Северной Америке. В Казахстане 5 видов.

#### Род 5.Беатрон—BaeothryonA. Dietrich
Несколько видов, встречающихся в холодных и умеренных областях обоих полушарий. В Казахстане 1 вид: 
- Baeothryon pumilum (Vahl) А . et D. Love (Тянь-Шань; Алтай).

#### Род 6.Камыш—ScirpusLinnaeus
Род насчитывает около 20 видов с космополитным распространением. В Казахстане 14 видов.

#### Род 7.Сцирпоидес—ScirpoidesSeguier
Ряд видов, выделенных из рода Scirpus L., с палеарктическим распространением. В Казахстане 1 вид: 
- Scirpoides holoschoenus (L . ) Soiak (повсеместно).

#### Род 8.Клубнекамыш—Bolboschoenus(Asch er son) El. Palla
Почти космополитный род с небольшим числом видов. В Казахстане 3 вида.

#### Род 9.Блисмус—BlysmusPanzer ex J. A. Schuhes
В роде 3 вида с палеарктическим ареалом. В Казахстане встречаются все 3 вида.

#### Род 10.Дихостилис—DichostylisВ eau v. ex Lestib.
Ряд видов, выделенных из рода Cyperus L., с палеарктическим ареалом. В Казахстане 2 вида: 
- Dichostylis micheliana ( L . ) Nees (Тянь-Шань) и
- Dichostylis pygmaea (Rottb.) Nees (низовья р. Сырдарьи).

#### Род 11.Болотница—EleocharisR. Brown
Род охватывает около 150 видов с почти космополитным ареалом. В Казахстане 19 видов.

#### Род 12.Фимбристилис—FimbristylisМ. Vahl
Род насчитывает около 300 видов с широким, почти космополитным распространением. В Казахстане 2 вида: 
- Fimbristylis bisumbellata (Forssk.) Bub. и
- Fimbristylis quinquangulans (Vahl) Kunth (на юге республики).

#### Род 13.Схенус—SchoenusLinnaeus
Род насчитывает около 80 видов с широким распространением на земном шаре. В Казахстане 1 вид: 
- Schoenus nigricans L. (хр. Каржантау).

#### Род 15.Мариекус—MariscusМ. Vahl
В роде несколько видов, встречающихся в Европе и Азии. В Казахстане 1 вид: 
- Mariscus hamulosus (Bieb.) Hooper (Зайсанская котловина; низовья рек Сарысу, Сырдарьи).

#### Род 14.Меч-трава—CladiumР. Browne
В роде 3 вида, преимущественно встречающихся в Северном полушарии. В Казахстане 1 вид: 
- Cladium  martii ( Roem. et Schult.) К . Rieht (xp. Каратау).

#### Род 16.Очеретник—RhynchosporaМ. Vahl
Род насчитывает около 200 видов, произрастающих по всему земному шару, но главным образом в субтропической и тропической Америке. В Казахстане 1 вид: 
- Rhynchospora alba (L . ) Vahl — на моховых торфяных болотах гор Кокшетау.

#### Род 17.Кобрезия—KobresiaWilldenow
Род насчитывает около 40 видов, приуроченных к арктоальпийским областям Северного полушария. В Казахстане 7 видов с 1 эндемиком: 
- Kobresia smimovii Ivan. (Джунгарский

Алатау; хр. Тарбагатай).

#### Род 18.Шоноксифиум—SchoenoxiphiumС. Ness
В роде 6 видов, встречающихся в основном в Африке. В Казахстане 1 вид: 
- Schoenoxiphium hissaricum Pissjauk. (хр. Кетмень).

#### Род 19.Осока—CarexLinnaeus
Огромный род, охватывающий около 2000 видов с космополитным распространением. В Казахстане 105 видов с 2 эндемиками: 
- Carex minutiscabra Kiik. ex V. Krecz. (Джунгарский Алатау) и
- Carex titovii V. Krecz. (Сев. Тянь-Шань).

По мнению Т. В. Егоровой (1987), местом происхождения осок является Юго-Восточная Азия, где концентрируются наиболее примитивные таксономические группы рода.

### Сем. 36.Ситниковые—JuncaceaeA. L. JUSSIEU
Семейство включает 10 родов и около 500 видов, распространенных в умеренных, холодных и отчасти субтропических областях обоих полушарий. В Казахстане 2 рода и 33 вида.

#### Род 1.Ситник—JuncusLinnaeus
Род насчитывает около 350 видов с широким распространением в обоих полушариях. В Казахстане 26 видов.

#### Род 2.Ожика—LuzulaA. P. de Candolle 4
Род насчитывает около видов с космополитным распространением. В Казахстане 7 видов.

### Сем. 37.Аронниковые—AraceaeA. L. JUSSIEU
Семейство включает 105 родов и около 200 видов, распространенных преимущественно в тропических и субтропических областях Земли. В Казахстане 4 рода и 5 видов.

#### Род 1.Аир—AcorusLinnaeus
В роде 2 вида, распространенных в умеренных широтах Северного полушария. В Казахстане 1 вид:
- Acorus calamus L. (Джунгарский Алатау; Алтай).

#### Род 2.Аройник—ArumLinnaeus
В роде около 15 видов, встречающихся в Европе, странах Средиземноморья, Западной Азии. Только во флоре Ирана насчитывается 8 видов (Riedl, 1963). В Казахстане 1 вид:
- Arum  korolkowii Regel (Зап. Тянь-Шань).

#### Род 3.Эминиум—Eminium(Blume) H. Schott
В роде 7—8 видов, распространенных в странах Средиземноморья, Западной Азии и Ирано-Туранской области. В Казахстане 2 вида:
- Eminium lehmanni (Bunge) О. Kuntze (Кызылкумы) и
- Eminium regelii Vved. ex Lapin. (Зап. Тянь-Шань). t

#### Род 4.Белокрыльник—CallaLinnaeus
Монотипный род, встречающийся в холодных и умеренных широтах Северного полушария. В Казахстане
- Calla  palustris L. распространен в северных районах.

### Сем. 38.Рясковые—LemnoideaeS. F. GRAY
Семейство содержит 6 родов и около 30 видов, широко распространенных на земном шаре. В Казахстане 2 рода и 4 вида.

#### Род 1.Ряска—LemnaLinnaeus
Род охватывает около 10 видов с космополитным распространением. В Казахстане 3 вида.

Род насчитывает 5 видов с широким распространением на Земле.
В Казахстане 1 вид: 
- Spirodela  polyrhiza (L . ) Schleid., встречающийся в северных и восточных регионах.

### Сем. 39.Эриокауловые—EriocaulaceaeA. DESVAUX
Семейство охватывает 13 родов и около 1200 видов, распространенных главным образом в тропических областях обоих полушарий. В Казахстане 1 род с 1 видом.

#### Род 1.Шерстестебельник—EriocaulonLinnaeus
Род насчитывает около 400 видов, распространенных почти на всех континентах. В Казахстане 1 вид: 
- Eriocaulon cinereum R. Br., встречающийся в рисовых чеках южных областей.

### Сем. 40.Мелантиевые—MelanthiaceaeBATSCH ta
Семейство насчитывает около 40 родов и около 350 видов, распространенных преимущественно во внетропических областях Северною полушария. Лишь немногие представители семейства встречаются в Южном полушарии. Как отмечают ботаники, Melanthiaceae — самая примитивная группа в порядке лилейных. В Казахстане 3 рода и 5 видов.

#### Род 1.Чемерица— Veratrum Linnaeus
Род насчитывает 45 видов, распространенных в умеренных, реже — в холодных областях Северного полушария. В Казахстане 2 вида: 
- Veratrum nigrum L. (хр. Тарбагатай; Алтай), и
- Veratrum lobelianum Bernh. (Тянь-Шань; Алтай).

#### Род 2.Многокоренник—SpirodelaSchleiden
Род содержит около 15 видов с древнесредиземноморским ареалом. В Казахстане 1 вид: ?
- М. robusta Bunge, формировавшийся в середине неогена.

#### Род 3.Безвременник—ColchicumLinnaeus
Род примерно с 45 видами, с древнесредиземноморским ареалом. В Казахстане 2 вида: 
- Colchicum kesselringii Regel и
- Colchicum luteum Baker (Тянь-Шань).

### Сем. 41. ЛИЛЕЙНЫЕ — LILIACEAE A. L. JUSSIEU
Семейство включает около 45 родов и 1300 видов, распространенных
в умеренных областях Северного полушария, с немногими представителями
в горах тропической Африки и Южной Америки.
В Казахстане 8 родов и 83 вида.
Род 1. Лилия — Liiium Linnaeus
В роде около 100 видов, распространенных в умеренной зоне
Северного полушария. Особенно много видов в Восточной Азии.
В Казахстане 1 вид: L. martagon L. с европейско-сибирским ареалом.
Род 2, Кандык _____________— Erythronium Linnaeus
В роде 25 видов, подавляющее большинство которых произрастает
в Северной Америке, и лишь 4 вида — в Евразии.
В Казахстане 1 вид: алтае-саянский Е. sibiricum (Fisch, et C. A. Mey.)
Kryl.
Род довольно древний, со становлением в начале неогена.
Род 3. Рябчик — Fritillaria Linnaeus
Род насчитывает около 100 видов, распространенных преимущественно
в умеренных широтах Северного полушария.
В Казахстане 5 видов. Среди казахстанских видов наиболее
примитивный F. pallidiflora Schrenk, формировавшийся в середине
неогена.
Род 2. Мерендера — Merendera Ramond
48
Монотипный род с алае-тяньшанским ареалом.
В Казахстане 1 вид: K. sewerzowii Regel, встречающийся в Западном
Тянь-Шане и Чу-Илийских горах.
Род 5. Ринопеталум — Rhinopetalum F. E. Fischer ex
Alexander
Род содержит 6—7 видов с распространением в Ирано-Туранской
области.
В Казахстане 2 вида: Rh. karelinii Fisch, ex D. Don и Rh. stenantherum
Regel.
Род 6. Тюльпан — Tulipa Linnaeus
Род охватывает около 100 видов, а по 3. М. Силиной (1977) —
до 140, распространенных преимущественно в областях с жарким и
сухим климатом в Евразии и Северной Америке.
В Казахстане 33 вида, 12 из них — эндемики.
Начало становления тюльпанов, по-видимому, надо связывать с
ксерической эпохой середины неогена, однако формирование значительного
количества их приходится к концу плиоцена.
Пыльцевые остатки известны со среднего плиоцена Памира (Пахомов,
1982).
Род 7. Гусиный лук — Gagea R. A. Salisbury
•≫
Род насчитывает около 70 видов, распространенных в умеренных
широтах Европы, Азии и Северной Африки, однако большинство видов
встречается в Ирано-Туранской области.
В Казахстане 39 видов, 12 из них — эндемики.
Формирование Gagea можно связывать с плиоценом.
Род 4. Корольковия — Korolkowia Regel
Род 8. Ллойдия — Lloydia H. G. L. Reichenbach
В роде около 20 видов, встречающихся в умеренных и холодных
областях Северного полушария.
В Казахстане 1 вид: L. seroiina (L . ) Reichenb., распространенный в
горных системах.
49

### Сем. 42.Гемерокаллисовые—HemerocallidaceaeR. BROWN
Семейство включает 2 рода и 15—16 видов, встречающихся в умеренно-теплых районах Восточной Азии, единично — в Европе и Северной Америке. В Казахстане 1 род и 1 вид:

#### Род 1.Красоднев—HemerocallisLinnaeus
Род насчитывает около 15 видов, распространенных в умереннотеплых областях Восточной Азии с последующей иррадиацией в другие регионы. В Казахстане 1 вид: 
- Hemerocallis lilioasphodelus L. (Алтай).

### Сем. 43.Асфоделовые—AsphodelaceaeA. L. JUSSIEU
Семейство насчитывает более 40 родов и почти 1500 видов, широко распространенных на Земном шаре, преимущественно в тропических и субтропических областях. В Казахстане 1 род и 15 видов.

#### Род 1.Эремурус—EremurusМ. Bieberstein
Род насчитывает около 70 видов, преимущественно встречающихся в Западной Азии и Ирано-Туранской области, с наибольшей концентрацией видов на .юге Средней Азии (Хохряков, 1965). В Казахстане 15 видов с 2 эндемиками:
- Eremurus hilariae М. Pop. et Vved. (хр. Каратау; Таласский Алатау) и
- Eremurus anisopterus (Kar. et Kir.) Regel (Приилийские песчаные пустыни).

### Сем. 44. ГИАЦИНТОВЫЕ — HYACINTHACEAE BATSCH
Семейство насчитывает около 10 родов и 550 видов, распространенных
в Африке, Евразии, преимущественно в странах Средиземноморья, и
Южной Америке.
В Казахстане 2 рода и 2 вида.
50
Род 1. Пролеска — Scilla Linnaeus
Около 75 видов рода распространены преимущественно в Палеарктике.
В Казахстане 1 вид: 5. puschkiriioides Regel (Зап. Тянь-Шань).
Род 2. Птицемлечник — Ornithogalum Linnaeus
Род охватывает около 200 видов, распространенных в Африке,
Евразии и Южной Америке, но преимущественно — в странах
Средиземноморья и Южной Африке.
В Казахстане 1 вид: О. fischeranum Krasch. (Зап. Казахстан).
\

### Сем. 45. ЛАНДЫШЕВЫЕ — CONVALLARIACEAE HORAN
В семействе около 20 родов и 200 видов, распространенных в
Северном полушарии, но особенно много видов в Восточной и Юго-
Восточной Азии.
В Казахстане семейство представлено 3 родами и 7 видами.
Род 1. Майник — Maianthemum Wiggers
Род с 3 видами, встречающимися в умеренных широтах обоих
полушарий.
В Казахстане 1 вид: М. bifolium (L . ) F. W. Schmidt (Алтай).
Род 2. Купена — Polygonatum P. Miller
Род насчитывает более 50 видов, преимущественно встречающихся
в умеренных широтах обоих полушарий.
В Казахстане 5 видов.
Род 3. Ландыш — Convallaria Linnaeus
В роде 4 вида с дизъюнктивным голарктическим ареалом: Европа,
Восточная Сибирь, Дальний Восток, Япония, Северная Америка.
В Казахстане 1 вид: C. majalis L., встречающийся в пойме р. Урал
и Мугоджарах.
По И. Покарт (1968), палеоботанический материал из Средней
Европы, датируемый плиоценом, имеет значительное сходство с
C. majalis.
В Казахстане европейский С. majalis имеет самый восточный пункт
ареала, связанный с неморальной инвазией флоры в верхнем плиоцене
(Байтенов, 1986).

### Сем. 46.Триллиевые—TrilliaceaeJ. LINDLEY
В семействе 4 рода и около 60 видов, распространенных в Северном полушарии. В Казахстане 1 род и 1 вид.

#### Род 1.Вороний глаз—ParisLinnaeus
Род включает 5—6 видов, встречающихся. в Палеарктике. В Казахстане 1 вид: 
- Paris quadrifolia L. (Алтай).

### Сем. 47.Луковые—AlliaceaeJ. AGARDH
Семейство с голарктическим ареалом, насчитывает около 700 видов, почти половина видов встречается в Ирано-Туранской области.

#### Род 1.Лук—AlliumLinnaeus
В Казахстане зарегистрировано 140 видов, из них 45 эндемики.

### Сем. 48. СПАРЖЕВЫЕ — ASPARAGACEAE A. L. JUSSIEU
Семейство с 1 родом Asparagus L., насчитывающим около 300 видов
с широким евроазиатским и африканским распространением.
Род 1. Спаржа — Asparagus Linnaeus
Род распространен в Старом Свете, однако особенно многочисленны
виды в странах Средиземноморья, Западной и Средней Азии.
В Казахстане род насчитывает И видов с одним эндемиком:
A. vvedenskyi Bot sch. (горы Алымтау, западнее хр. Каржантау).
52
Среди казахстанских видов, судя по хромосомному набору —
2п = 20 (Таманян, 1979) и широкому западно-палеарктическому ареалу,
наиболее архаичным является A. verticillatus L . Кстати, М. М. Ильин
(1935), обрабатывавший род Asparagus для флоры СССР, выделил
секцию Archiasparagus Iljin, куда включил 2 вида: А . verticillatus L.
и A schoberioides Kunth. Характеризуя эти виды, М. М. Ильин пишет:
«Древний, в основе третично-лесной тип».
Монограф сибирских видов рода Asparagus Н. В. Власова (1981),
восстановив A. pallasi Misez., придает виду плиоценовый возраст.

### Сем. 49.Амариллисовые—AmaryllidaceaeJ. SAINT.-HILAIRE
Семейство включает 70 родов и более 1000 видов, распространенных на всех континентах кроме Антарктиды. В Казахстане 1 род с одним видом.

#### Род 1.Унгерния—UngerniaBunge
В роде 6 видов, распространенных в горных системах Средней Азии и Западных Гималаев. В Казахстане 1 вид:
- Ungernia sewerzowii (Regel.) В. Fedtsch. (Зап. Тянь-Шань).

### Сем. 50.Иксиолирионовые—IxioliriaceaeNAKAI
В семействе 1 род и 5 видов, распространенных на Кавказе и в Ирано-Туранской области.

#### Род 1.Иксиолирион—IxiolirionF. E. Fischer
В Казахстане 1 вид:
- Ixiolirion tataricum (Pall.) Schult et Scult. fil. (повсеместно).

### Сем. 51. КАСАТИКОВЫЕ — IRIDACEAE A. L. JUSSIEU
Семейство включает 80 родов и около 1800 видов, широко распространенных
на земном шаре.
В Казахстане 5 родов и 36 видов.
53
Род 1. Шафран — Crocus Linnaeus
Род насчитывает свыше 80 видов, встречающихся преимущественно
в странах Средиземноморья и Западной Азии.
В Казахстане 2 вида: C. korolkowii Regel ex Maw и C. alatavicus
Regel, et Semen. (Тянь-Шань).
Род 2* Касатик — Iris Linnaeus
Род содержит свыше 250 видов, встречающихся в Северном
полушарии.
В Казахстане 22 вида и 2 эндемика: /. alberti. Regel (Заилийский
Алтау) и I. ludwigii Maxim. (Алтай).
Ископаемые остатки известны с олигоценовых отложений Малого
Кавказа (Косумова, 1966) и с плиоцена Гордезского перевала (Шилкина,
1958).
Род 3. Юнона — Juno Trattinnick
Род насчитывает около 50 видов, преимущественно встречающихся
в Западной и Средней Азии.
В Казахстане 8 видов с 2 эндемиками: /. kuschakewiczii (В. Fedtsch.)
Poljak. (Сев. Тянь-Шань) и /. almaatensis Paul. (Заилийский Алтау).
Род 4. Иридиодиктиум — Iridodictyum Rodionenko
Ряд видов, выделенных из рода Ins L., распространен на Кавказе
и в Средней Азии.
В Казахстане 2 вида: /. winklen (Regel) Rodion, и I. kolpakowskianum
(Regel) Rodion. (Заилийский Алтау)
Род 5. Шпажник — Cladiolus Linnaeus
Род насчитывает около 250 видов, распространенных главным образом
в Африке, к югу от Сахары.
В Казахстане 2 вида: С. hybridus L. (культивируется) и C. imbricatus
L. (Зап. Казахстан).
54

### Сем. 52. ОРХИДНЫЕ — ORCHIDACEAE A. L. JUSSIEU
Крупнейшее семейство растительного мира, насчитывающее около
853 родов (Charles, 1982) и до 25 ООО видов с почти космополитным
ареалом.
В Казахстане 19 родов и 33 вида.
Род 1. Башмачок — Cypripedium A . L . Jussieu
Род насчитывает около 35 видов, распространенных в холодных
и умеренных широтах Северного полушария.
В Казахстане 3 вида: C. guttatum Sw., C. calceolus L., C. maaranthon Sw.
(Сев. Казахстан; Алтай). ≫
Род 2. Мякотница — Malaxis Solander ex О. Swartz
Довольно крупный род, охватывающий около 300 видов с почти
космополитным распространением.
В Казахстане 1 вид: М. monophyllos (L . ) Sw.
Род 3. Хаммарбия — Hammarbya О. Kuntze
Монотипный род Северного полушария.
В Казахстане Н. paludosa ( I ) О. Kuntze встречается на Алтае.
Род 4. Липарис — Liparis L. Richard
Род насчитывает 250 видов с почти космополитным распространением.
В Казахстане 1 вид: L. loeselii (L . ) Rich., зарегистрирован в пойме
р. Или.
Род 5. Ладьян — Corallorrhiza Gagnebin
В роде 12 видов, встречающихся в Северном полушарии.
В Казахстане 1 вид: С. trifida Chatel. (Сев. Тянь-Шань; Алтай).
Род 6. Тайник — Listera R. Brown
Род насчитывает около 25 видов, встречающихся в холодных и
умеренных широтах Северного полушария.
В Казахстане 1 вид: L. ovata (L . ) R. Br. (Сев. Тянь-Шань).
55
В роде около 10 видов, встречающихся в северных областях Евразии.
В Казахстане 1 вид: N. camtschatea (L .) Reichenb. fil (Тянь-Шань;
Алтай).
Род 8. Дремлнк — Epipactis Zinn
В роде около 25 видов, встречающихся как в Северном полушарии,
так и в тропической Африке и Азии.
В Казахстане 3 вида.
Род 9. Надбородннк — Epipogium J. G. Gmelin ex Borkhausen
Род с 2 видами, распространенными в умеренных областях Евразии 9 и в тропиках.
В Казахстане 1 вид: E. aphyllum Sw. (Алтай).
Род 10. Скрученник — Spiranthes L. Richard
Род насчитывает около 40 видов с почти космополитным
распространением.
В Казахстане 1 вид: S. атоепа (Bieb.) Spreng, (северные районы
республики).
Род 11. Гудиера — Goodyera R. Brown
В роде около 40 видов с почти космополитным распространением.
В Казахстане 1 вид: G. repens (L .) R. Br. (Сев. Тянь-Шань; Алтай).
Род 12. Бровник — Herminium Linnaeus
В роде около 30 видов, встречающихся в Евразии.
В Казахстане 1 вид: H. monorchis (L .) R. Br. (Джунгарский Алатау;
хр. Тарбагатай).
Род 13. Неоттианта — Neottianthe (H. G. L. Reichenbach)
Schlechter
В роде 6 видов, распространенных в Евразии.
В Казахстане 1 вид: N. cuculiata (L .) Schlechter (Джунгарский Алатау;
Алтай).

#### Род 14. Пололепестник — Coeloglossum C. J. Hartman
57
В Казахстане 50 видов.
Род 7. Гнездовка — Neottia Guettard
Монотипный род Северного полушария.
В Казахстане С. viride (L .) C. Hartm. (Тянь-Шань; хр. Тарбагатай;
Алтай).
Род 15. Лизиелла — Lysiella Rydberg
В роде 3 вида, имеющих широкий дизъюнктивный ареал: Скандинавия,
Саяно-Даурия, Восточная Сибирь, Северная Америка, Восточный Тянь-
Шань.
В Казахстане 1 вид: L. nevskii Aver. (Терскей Алатау).
По Л. В. Аверину (1981), L. nevskii наиболее примитивный в роде.
/
Род 16. Любка — Platanthera L. Richard
Род насчитывает 85 видов, распространенных в Северном полушарии.
В Казахстане 1 вид: P. bifolia (L .) Rich. (Алтай).
Род 17. Кокушник — Gymnadenia R. Brown
В роде 10 видов, встречающихся в Евразии.
В Казахстане 1 вид: C. conopsea (L .) R. Br. (Алтай).
Род 18. Пальчатокоренник — Dactylorhiza Nevski
Род насчитывает 30 видов, распространенных в Северном полушарии.
В Казахстане 9 видов. ≫
Род 19. Ятрышник — Orchis Linnaeus
Род насчитывает 35 видов, распространенных в Северном полушарии.
В Казахстане 3 вида.

### Сем. 53.Ивовые—SalicaceaeMIRBEL
Семейство включает 3 рода и около 400 видов, в подавляющем большинстве встречающихся в умеренных областях Северного полушария. В Казахстане 2 рода и 68 видов.

#### Род 1.Ива—SalixLinnaeus
Крупный род, насчитывающий более 350 видов, которые встречаются преимущественно в Северном полушарии.

#### Род 2.Тополь—PopulusLinnaeus
Род насчитывает около 50 видов, распространенных в Северном полушарии. В Казахстане 18 видов с одним эндемичным: 
- Populus berkarensis Poljak. (хр. Каратау).

### Сем. 54.Ореховые—JuglandaceaeA. RICHARD EX K. KUNTH
Семейство насчитывает 7 родов и около 60 видов, распространенных в умеренных и субтропических областях Северного полушария. В Казахстане 1 род с 2 видами.

#### Род 1.Орех—JuglansLinnaeus
В роде около 40 видов, распространенных от теплоумеренных до тропических областей Северного полушария.
В Казахстане 2 вида: 
- Juglans fallax Dode (Зап. Тянь-Шань) и
- Juglans regia L. Разводится на юге республики.

### Сем. 56.Лещиновые—CorylaceaeMIRBEL
Семейство включает 1 род и около 40 видов, распространенных в Северном полушарии, лишь отдельные виды заходят в Южную Америку и Юго-Восточную Азию. В Казахстане 1 род с 1 видом.

#### Род 1.Лещина—CorylusLinnaeus
Род примерно с 40 видами, распространен в Европе, на Дальнем Востоке и в Северной Америке.
В Казахстане Corylus avellana L. произрастает в пойме р. Урал и в Мугоджарах.

### Сем. 55.Берёзовые—BetulaceaeS. F. GRAY
Семейство насчитывает 6 родов и около 150 видов, распространенных преимущественно во всех умеренных, внетропических областях Северного полушария.В Казахстане 2 рода и 16 видов.

#### Род 1.Берёза—BetulaLinnaeus
Род содержит около 65 видов, распространенных в умеренных, внетропических областях Северного полушария. В Казахстане 15 видов с одним эндемичным: 
- Betula kirghisorum Sav.-Rycz.

#### Род 2.Ольха—AlnusР. Miller
В роде примерно 40 видов, распространенных в умеренных областях Европы, Азии и Северной Америки.
В Казахстане 1 вид: 
- Alnus glutinosa ( L . ) Gaertn., дизъюнктивно встречающийся в Северном и Центральном Казахстане.

### Сем. 57. БУКОВЫЕ — FAGACEAE DUMORTIER
Семейство включает 9 родов и более 900 видов, распространенных
в умеренных, субтропических и тропических областях обоих полушарий.
В Казахстане 1 род с одним видом.
I
Род 1. Дуб — Quercus Linnaeus
В роде около 500 видов* распространенных в умеренных до
тропических областей Северного полушария.
В Казахстане 1 вид: Q. гоЬит L.
Остатки дуба известны с древнейших меловых отложений. Довольно
значительный материал (около 200 видов) известен с плиоцена по
плейстоцен Северной Америки (Lamotte, 1952). Значительный материал
ископаемых остатков этого времени известен из Европы и Азии. В
Казахстане дубы известны с позднемеловой флоры Центрального
Казахстана (Шилин, 1986; Шилин, Романова, 1978), с палеогена
(Корнилова, 1955; Киричкова, 1955; Макулбеков, 1969; Нестерова,
1971; Zhilin, 1989), с миоцена Джунгарского Алатау (Раюшкина, 1993).
И. А. Ильинская только с Зайсанской впадины описывает 5 новых
видов, датируя их нижним олигоценом.
Появление в Казахстане современного Q. robur можно связывать с
верхнеплиоценовой инвазией неморальной флоры (Байтенов, 1986).
60
Семейство включает 8 родов и около 50 видов, распространенных
от умеренных областей до тропиков Северного полушария.
В Казахстане 1 род с 5 видами.
Род 1. Вяз — Ulmus Linnaeus
Род насчитывает более 30 видов, приуроченных к Северному
полушарию.
В Казахстане 5 видов, однако настоящих дикорастущих 2 вида:
U. laevis Pall. (Зап. Казахстан) и U. pumila L. (Сев. Тянь-Шань).
Древний род, известный с верхнемеловых отложений Казахстана
(Шилин, 1986), палеоцен-эоценовыми остатками в Северной Америке
(Lamotte, 1952), палеогена Камчатки (Буданцев, 1989), неогеновыми
остатками в Казахстане (Буданцев, 1959, 1989; Корнилова, 1966;
Ильинская, 1989; Андреев, 1991).

### Сем. 59.Каркасовые—CeltidaceaeLINK
Семейство состоит из 9 родов, охватывающих около 80 видов, преимущественно встречающихся в тропических областях, и лишь отдельные виды произрастают в районах умеренного теплого климата. В Казахстане 1 род с 1 видом.

#### Род 1.Каркас—CeltisLinnaeus
Род содержит около 50 видов, преимущественно встречающихся в тропических областях. В Казахстане 1 вид: 
- Celtis caucasico Willd., произрастающий на Тянь-Шане.

### Сем. 60.Тутовые—MoraceaeLINK
Семейство охватывает около 40 родов и более 1700 видов, преимущественно распространенных в тропических областях земного шара. В Казахстане 1 род с 2 видами.

#### Род 1.Шелковица—MorusLinnaeus
Род насчитывает около 10 видов, приуроченных к теплоумеренным областям Северного полушария. В Казахстане 2 вида: 
- Morus nigra L. и
- Morus alba L., распространенных в южных регионах. Трудно сказать, где имеются дикие популяции, а где культурная форма.

### С e М. 58. ИЛЬМОВЫЕ — ULMACEAE MIRBEL
61
Род насчитывает около 10 видов, приуроченных к теплоумеренным
областям Северного полушария.
В Казахстане 2 вида: М. nigra L. и М. alba L., распространенных
в южных регионах. Трудно сказать, где имеются дикие популяции, а
где культурная форма.
Палеоботанические данные известны из олигоцена Северной Америки
(Lamotte, 1952) и Западной Сибири (Дорофеев, 1963), с миоцена
Ростовской области (Дорофеев, 1959).

### Сем. 61.Коноплёвые—CannabaceaeENDLICHER
Небольшое семейство, насчитывающее 2 рода и 3—4 вида, встречающихся в умеренных областях Северного полушария. В Казахстане 2 рода и 3 вида.

#### Род 1.Хмель—HumulusLinnaeus
Род с 2 видами: 
- западно-палеарктическим Humulus lupulus L. и
- дальневосточным Humulus japonicus Sieb, et Zucc.

В Казахстане 1 вид: Humulus lupulus L., встречающийся в Северном, Центральном Казахстане и на Тянь-Шане.

#### Род 2.Конопля—CannabisLinnaeus
Олиготипный род. В Казахстане 2 вида: 
- Cannabis sativa L. и
- Cannabis ruderalis Janisch. Оба вида широко распространены.

### Сем. 62. КРАПИВНЫЕ — URTICACEAE A. L. JUSSIEU
Семейство насчитывает около 50 родов и более 1000 видов,
распространенных преимущественно в тропиках.
В Казахстане 2 рода и 6 видов.
?
62
В роде около 50 видов, распространенных в умеренной и тропической
зонах обоих полушарий.
В Казахстане 3 вида.
Среди казахстанских видов наиболее примитивными является U. dioica
L. с почти с космополитным ареалом.
Ископаемые остатки известны с миоцена Мамонтовой горы на р. Алдан
(Никитин, 1976).
Род 2. Поетенница — Parietaria Linnaeus
Род насчитывает около 20 видов с почти космополитным распространением.
В Казахстане 3 вида.

### Сем. 63. ОМЕЛОВЫЕ — VISCACEAE MIERS
Семейство насчитывает 7 родов и около 500 видов, в основном
распространенных в тропических и субтропических областях, и лишь
отдельные виды встречаются в умеренной зоне.
В Казахстане 1 род с одним видом.
Род 1. Арцеутобиум — Arceuthobium М. Bieberstein
Род насчитывает свыше 30 видов, распространенных в Северном
полушарии.
В Казахстане 1 вид: А . oxycedri (DC.) B i e b встречающийся в
Таласском и Киргизском Алатау, паразитирует на видах Juniperus.
Палеоботанический материал известен с плейстоцена Северной
Америки (Lamotte, 1952).

### Сем. 64. САНТАЛОВЫЕ — SANTALACEAE R. BROWN
Семейство содержит около 38 родов и более 400 видов,
распространенных в тропических, субтропических и умеренных областях
земного шара.
В Казахстане 1 род с 8 видами.
Род 1. Ленец — Thesium Linnaeus
В роде более 300 видов, распространенных в Восточном полушарии,
Южной Америке, однако преобладающее число видов находится в
63
Род 1. Крапива — Urtica Linnaeus
Южной Америке, где, по мнению исследователей, находится первичный
центр развития рода.
В Казахстане 8 видов с одним эндемичным: Th. minkwitzianum
В. Fedtsh. (хр. Каратау).
Палеоботанический материал известен с миоцена Западной Сибири
(Дорофеев, I963).

### Сем. 65. КИРКАЗОНОВЫЕ — ARISTOLOCHIACEAE A. L. JUSSIEU
Семейство насчитывает 7 родов и около 500 видов, распространенных
преимущественно в тропических и субтропических областях, и лишь
незначительное число видов встречается в умеренных широтах.*
В Казахстане 2 рода с двумя видами.
Род 1. Кирказон — Aristolochia Linnaeus
Род насчитывает свыше 350 видов, в основном произрастающих в
тропических областях Америки, Африки и Азии.
В Казахстане 1 вид: A. clematitis L., встречающийся в Западном
Казахстане.
Род довольно древний, ископаемые остатки известны из палеоцена
и эоцена Северной Америки (Lamotte, 1952). С плиоцена Грузии
А. А. Колаковским (1964) описано два вида кирказона.
Род 2. Копытень — Asarum Linnaeus
Около 70 видов рода приурочены к умеренным широтам Северного
полушария.
В Казахстане 1 вид: A. europaeum L., встречающийся в северных
областях и на Алтае.
Древний род. Становление A. europaeum можно связывать с началом
неогена. По мнению Ю. Д. Клеопова (1941), A. europaeum — плиоценовый
реликт европейско-уральско-алтайских рефугиумов.

### Сем. 66. ГРЕЧИШНЫЕ — POLYGONACEAE A. L. JUSSIEU
Семейство охватывает около 45 родов и 800 видов, распространенных
почти по всему земному шару, но особенно многочисленных в северной
умеренной зоне.
В Казахстане \ \ родов и \4 \ вид.
64
Монотипный род с единственным арктоальпийским, голарктическим
видом.
В Казахстане О. digyna (L . ) Hill встречается на Тянь-Шане, хр.
Тарбагатай и Алтае.
Палеоботанический материал известен с плейстоцена Северной
Америки (Lamotte, 1952), однако вид намного древнее и в Казахстан
проник в конце плиоцена или в четвертичный период.
Род 2. Ревень — Rheum Linnaeus
Род насчитывает около 50 видов, подавляющее большинство которых
встречается в Азии.
В Казахстане 9 видов.
Одним из древних видов является сибирский R h . compactum L.,
формировавшийся в начале неогена.
Как пишет Е. П. Коровин (1961), «расселение рода мы относим
к неогену из Китая по Гималайской дуге».
%
Род 3. Щавель — Rumex Linnaeus
≫
Род с широким голарктическим ареалом, насчитывает около 200
видов.
В Казахстане 27 видов с 1 эндемиком: R. komarovii Schischk. et Serg.
(Казахский мелкосопочник).
Палеоботанический материал, датируемый миоценом, известен со
среднего течения р. Иртыш, плейстоцена Северной Америки (Lamotte,
1952), с древнечетвертичных отложений р. Камы (Ананова, 1959).
Одним из примитивных видов рода является R . acetosa L., по
А. Е. Бородиной (1980) — R . acetosella L .
Род 4. Курчавка — Atraphaxis Linnaeus
Род охватывает около 30 видов, сосредоточенных в основном в
восточной части Древнего Средиземноморья.
В Казахстане насчитывается 14 видов, из них 4 эндемика: A. muschketowii
Krasn. (Заилийский Алатау), A. canescens Bunge (Чу-Илийские горы),
A. decipiens Jaub. et Spach (Казахский мелкосопочник), A. teretifolia
(M. Pop.) Кот. (Бетпакдала).
Род 1. Кисличник — Oxyria Hill
65
Ботаник Yang Chang-you (1992) приводит A. decipiens для Западного
Китая, однако изображение на рисунке не совсем отвечает этому виду.
Архаичным, возникшим в конце палеогена видом является
A. muschketowii, характеризующийся относительно крупными листьями
и большими соцветиями, в связи с чем А. Р. Краснов (1888) считал
этот вид реликтом третичных лесов.
О. Л. Ловелиус (1980) считает род Atraphaxis одним из относительно
древних и примитивных в семействе Polygonaceae.
Род 5. Жузгун — Calligonum Linnaeus
Весьма полиморфный род. Так, из известных 174 видов Ю. Д. Сосков
(1978) оставил 28. Более реально, по-видимому, 80 видов
(Mabberley, 1989). Род с древнесредиземноморским ареалом, с
эпицентром развития и обилия видов в Ирано-Туранской области.
В Казахстане 30 видов с 7 эндемиками.
Наиболее анцентральным видом, по-видимому, можно считать
C. aphyllum (Pall.) Guerke, имеющий плоды с прямым орешком и цельные
крылья, формировавшийся в середине неогена в песчаных массивах
Каракумов и Кызылкумов с последующей иррадиацией в другие пустыни.
Палинологический материал отмечен в четвертичных отложениях Чу-
Илийского региона (Чупина, 1981).
Род 6. Каллифиза — Calliphysa F. E. Fischer et C. A. Meyer
Монотипный род Туранской провинции.
В Казахстане C. juncea Fisch, et C. A. Mey. встречается в пустынных
регионах.
Род 7. Горец — Polygonum Linnaeus
Довольно полиморфный род, число видов которого оценивается по-
разному. Наиболее реально род содержит около 300 видов, имеющих
космополитное распространение.
В Казахстане 48 видов ,с одним эндемиком P. betpakdalense Bait.
Ископаемые остатки известны из олигоцена и плейстоцена Северной
Америки (Lamotte, 1952), с миоцена Исландии (Ахметьев, 1978), с
древнечетвертичных отложений р. Камы (Ананова, 1959).
66
Род 8. Аконогонон — Aconogonon (Meissner) H. G. L.
Reichenbach
Род насчитывает 41 вид (Конгар, 1979), распространен преимущественно
в умеренных широтах Северного полушария.
В Казахстане 6 видов с одним эндемиком A. bajtenovii Kongar из
Западного Тянь-Шаня.
Аконогонон довольно древний род, возникший в палеогене Восточных w Гималаев, о чем свидетельствуют архаичные кустарниковые виды.
В неогене шла иррадиация вида на север и запад. Среди казахстанских
видов архаичными являются A. alpinum L. и A. conarium Grig.,
формировавшиеся в начале неогена. Естественно, нельзя согласиться
с монографом рода Конгаром (1979), заявляющим, что A. alpinum
L. является молодым плейстоценовым видом.
Род 9. Гречиха — Fagopyrum P. Miller
Род с 6 видами, преимущественно встречающимися в умеренных
широтах Евразии.
В Казахстане 2 вида: F. esculentum Moench (культурное) и F. tataricum
(L .) Gaerln. (сорняк).
В древнечетвертичных отложениях Камы отмечается пыльца
F. tataricum (Ананова, 1959).
Род 10. Фалопия — Fallopia Adanson
Род включает около 10 видов, преимущественно встречающихся в
в умеренных широтах Северного полушария.
В Казахстане 2 вида: F. convolvulus (L .) A. Love и F. dumetorum
(L .) Holub (повсеместно).
Л
Род 11. Кенигия — Koenigia Linnaeus
В работе А. Е. Бородиной и 3 . В. Клочковой (1980) отмечается,
что род Koenigia монотипный, однако в работе D. J. Maberley (1989)
указывается, что в роде 7 видов, встречающихся в арктической зоне
Северного полушария, Гималаях и Южной Америке.
В Казахстане 1 вид: K. islandica L. в верхнем поясе гор.

### Сем. 67. МОЛЛЮГОВЫЕ — MOLLUGINACEAE
J. HUTCHINSON
ft
Семейство включает 15 родов и около 100 видов, распространенных
довольно широко на Земле, но главным образом в Южной Америке,
где встречается 11 родов, семь из которых эндемичны.
В Казахстане 1 род с 1 видом.
Род 1. Мутовчатка — Mollugo Linnaeus
Род насчитывает около 15 видов, распространенных в тропиках,
субтропиках и умеренных зонах обоих полушарий.
В Казахстане 1 вид: М. cerviana (L .) Ser. (Зайсанская котловина).

### Сем. 68. ПОРТУЛАКОВЫЕ — PORTULACACEAE A. L. JUSSIEU
Семейство насчитывает около 25 родов и более 500 видов,
распространенных по всему земному шару, но особенно на западе
Северной и Южной Америки.
В Казахстане 2 рода и 2 вида.
Род 1. -Портулак — Portulaca Linnaeus
Количество видов в роде оценивается довольно-таки неоднозначно
от 40 до 200, произрастают в основном в тропиках и субтропиках
обоих полушарий.
В Казахстане 1 вид: P. oleraceae L. (повсеместно). .
Род 2. Клайтония — Claytonia Linnaeus
Род насчитывает более 30 видов, встречающихся в основном в
арктической зоне Северного полушария.
В Казахстане 1 вид: C. joanneana Schult. (Джунгарский Алатау; Алтай).
Ископаемые остатки известны с плейстоцена Северной Америки
(Lamotte, 1952).

### Сем. 69.Амарантовые—AmaranthaceaeA. L. JUSSIEU
Семейство охватывает 74 рода и 850 видов, распространенных главным образом в тропических и субтропических областях земного шара, но преимущественно в Америке и Африке. В Казахстане 1 род и 10 видов.

#### Род 1.Щирица—AmaranthusLinnaeus
Род содержит около 75 видов, произрастающих в теплых и умеренных областях земного шара. В Казахстане 10 видов, в основном заносные или интродуцированные из других стран (Гусев, 1972).

### Сем. 70.Маревые—ChenopodioídeaeVENTENAT
Семейство охватывает более 100 родов и около 1500 видов, широко
распространенных в обоих полушариях, но особенно обильных — в
странах Средиземноморья, Западной Азии и Ирано-Туранской области.
В Казахстане семейство представлено 51 родом и 256 видами.
Род 1. Хруплявник — Polycnemum Linnaeus
В роде 6—7 видов с запад но-палеарктическим ареалом.
В Казахстане 3 вида.
Ископаемые остатки известны с миоцена Западной Сибири (Никитин,
1970), пыльцевые остатки — с плиоценовых отложений Северного
Прикаспия (Тимошина, 1971).
Род 2* Свекла — Beta Linnaeus
Род насчитывает более 10 видов, преимущественно встречающихся
в странах Средиземноморья и Кавказа.
В Казахстане 1 вид: В. vulgaris L. (культивируется в южных районах).
Род 3. Марь — Chenopodium Linnaeus
Род охватывает свыше 250 видов, широко распространенных в обоих
полушариях, преимущественно в умеренных областях.
В Казахстане 21 вид.
Известен с олигоцена Западной Сибири (Никитин, 1956), миоцена
Алдана в Вост. Сибири (Никитин, 1976), с плейстоцена Северной
Америки (Lamotte, 1952), пыльцевые зерна известны с плиоцена
Северного Прикаспия (Тимошина, 1971), Волжско-Камского края
(Баранов, 1948) и древнечетвертичных отложений р. Камы (Ананова,
1959).
69
В роде 3 вида, встречающихся на Кавказе и в Средней Азии.
В Казахстане 2 вида: S. turkestanica Iljin (встречается по шлейфам
гор) и S. oleracea L. (культивируется, сорничает).
Род 5. Лебеда — Atriplex Linnaeus
Род охватывает около 230 видов с широким распространением в
обоих полушариях.
В Казахстане 24 вида с 1 эндемиком A. iljinii Aell. (Казахский
мелкосопочник).
Ископаемые остатки известны с плиоцена Северной Америки (Lamotte,
1952), пыльцевые зерна известны с Северного Прикаспия (Тимошина,
1971).
Род 6. Галимоне — Halimione Aellen
Ряд видов, выделенных из рода Atriplex, с Ирано-Туранским
распространением.
В Казахстане 2 вида: H. verrucifera (Bieb.) Aell. и H. pedunculata
(L .) Aell.
H. verrucifera является одним из древних видов, формировавшихся
в палеогене.
Род 7. Микрогинезиум — Microgynoecium Hooker fil.
Монотипный род, распространенный от Памира до Тибета.
В Казахстане М. tibeticum Hook. fil. встречается в Заилийском Алатау.
Род 8. Терескен — Krascheninnikovia Gueldenstaedt
В роде около 10 видов с голарктическим ареалом.
В Казахстане 2 вида: K. ceratoides (L .) Gueldenst и K. ewersmanniana
(Stscheg. ex Losinsk.) Grub., встречающихся повсеместно.
Остатки пыльцевых зерен известны с плиоцена Северного Прикаспия
(Тимошина, 1971) и даже К. ceratoides из древнечетвертичных отложений
р. Камы (Ананова, 1959).
Род 9. Эбелек — Ceratocarpus Linnaeus
В роде 2 вида, имеющих Причерноморско-ирано-туранский ареал.
В Казахстане встречаются оба вида: C. arenarius L. и C. utriculosus
Bluk. (повсеместно).
Род 4. Шпинат — Spinacia Linnaeus
70
Известен с плиоценовых отложений Северного Прикаспия (Тимошина,
1971).
Род 10. Аксирис — Axyris Linnaeus
Род с 6 видами с восточно-палеарктическим ареалом.
В Казахстане 4 вида.
Род 11. Камфоросма — Camphorosma Linnaeus
Род содержит около 10 видов с западно-палеарктическим ареалом.
В Казахстане 3 вида.
Род 12. Пандерия — Panderia F. E. Fischer et C. A. Meyer
В роде 3—4 вида, распространенных в Ирано-Туранской области.
В Казахстане 1 вид: P. turkestanica Iljin (повсеместно).
Описанный с плиоцена Северного полушария Р. twrkestarticiformis
Timoshina (Тимошина, 1971) очень близок к современному Р. turkestanica.
Род 13* Кириловия — Kirilowia Bunge
Монотипный род, встречающийся в Туранской провинции.
В Казахстане K. eriantha Bunge произрастает в песчаных, солонцеватых
пустынях.
Род 14. Лондезия — Londesia F. E. Fischer et C. A. Meyer
Монотипный род с распространением в Туранской провинции.
В Казахстане L. eriantha Fisch, et Mey. встречается в песчаных,
глинистых, солонцеватых пустынях.
≪
Род 15. Бассия — Bassia Allioni
В роде около 10 видов, распространенных в Западной Палеарктике.
В Казахстане 4 вида.
Род 16. Изень — Kochia A. Roth
Род охватывает около 10 видов с палеарктическим распространением.
В Казахстане 9 видов.
Остатки пыльцевых зерен известны с плиоцена Северного Прикаспия
(Тимошина, 1971) и древнечетвертичных отложений р. Камы (Ананова,
1959).
«
Род охватывает около 60 видов, распространенных в умеренных
широтах Северного полушария.
В Казахстане 15 видов.
Ископаемые остатки извсестны с плейстоцена Северной Америки
(Lamotte, 1952) и с древнечетвертичных отложений р. Камы (Ананова,
1959).
Род 18. Кумарчик — Agriophyllum М. Bieberstein
В роде 6 видов, распространенных в Ирано-Туранской области.
В Казахстане 5 видов.
Остатки пыльцевых зерен известны с плиоцена Северного Прикаспия
(Тимошина, 1971).
Род 19. Антохламис — Anthochlamys Fenzl
В роде 3 вида, распространенных на Кавказе и в Иранской провинции.
В Казахстане 1 вид: A. tianschanica Iljin ex Aell. (Западный Тянь-
Шань).
Род 20. Поташник — Kalidium Moquin-Tandon .
Род с 5 видами (Никольская, 1972) с центрально-азиатским ареалом.
В Казахстане 3 вида.
Род 21. Соровник — Halopeplis Bunge ex Ungern - Sternberg
Монотипный род с ирано-туранским ареалом.
В Казахстане H. pygmaea (Pall.) Bunge ex Ung.-Stemb. произрастает
по сорам, та к ыр а м равнин.
Род 22. Соляноколосник — Halostachys C. A. Meyer .
Монотипный род с ирано-туранским ареалом.
В Казахстане H. belangeriana (Moq.) Botsch. Произрастает по берегам
соленых водоемов равнинных районов республики.
Род 23. Сарсазан — Halocnemum М. Bieberstein
Монотипный род с причерноморско-ирано-туранским распространением.
72
Род 17. Верблюдка — Corispermum Linnaeus
В Казахстане H. strobilaceum (Pall.) Bieb. растет по солончакам,
берегам соленых водоемов.
Род 24. Солерос — Salicornia Linnaeus
В роде около 30 видов, широко распространенных по земному
шару.
В Казахстане 1 вид: 5. europaea L., произрастающий по солончакам,
берегам соленых водоемов.
Остатки пыльцевых зерен известны с плиоцена Северного Прикаспия
(Тимошина, 1971).
Род 25. Сведа — Suaeda Forsskal ex Scopoli
В роде около 110 видов, приуроченных к умеренным широтам и
южным областям обоих полушарий, особенно распространен в странах
Средиземноморья.
В Казахстане 17 видов. V Согласно М. М. Ильину (1934), очень древний род, формировавшийся
в палеогене.
Остатки пыльцевых зерен известны с плиоцена Северного Прикаспия
(Тимошина, 1971).
Род 26. Александра — Alexandra Bunge
Монотипный род, встречающийся в Туранской провинции.
В Казахстане A. lehmannii Bunge произрастает преимущественно
в пухлых солончаках.
Пыльцевые зерна известны с плиоцена Северного Прикаспия
(Тимошина, 1971).
Род 27. Борщовия — Borsczowia Bunge
Монотипный род Туранской провинции.
В Казахстане В. aralocaspica Bunge произрастает на солончаках, сорах,
такырах.
Род 28. Биенертия — Bienertia Bunge
Монотипный род Ирано-Туранской провинции.
В Казахстане В. cycloptera Bunge произрастает на солончаках.
Остатки пыльцевых зерен известны с плиоцена Северного Прикаспия
(Тимошина, 1971).
73
Монотипный эндемичный род.
В Казахстане Ph. halimocnemis (Botsch.) Botsch. встречается в горах
Алымтау (Зап. Тянь-Шань).
Род 30. Климакоптера — Climacoptera Botschantzev
Род насчитывает более 40 видов с основным центром видового
разнообразия в Ирано-Туранской области.
В Казахстане 15 видов с 1 эндемиком С. kasakorum (Iljin) Botsch.
(Бетпакдала).
По предположению У. Пратова (1987), род Climacoptera является
производным секции Belanthera рода Saisola L.
Род 31. Галотамнус — Halothamnus Jaubert et Spach
В роде 6—7 видов, распространенных в Ирано-Туранской области.
В Казахстане 5 видов.
Род 32. Рафидофитон — Rhaphidophyton Jljin
Монотипный эндемичный род.
В Казахстане Rh. regelli (Bunge) Iljin встречаются на хр. Каратау.
Род 33. Гораниновия — Horaninovia F. E. Fischer et
C. A. Meyer
В роде 5 видов, распространенных в Туранской провинции.
В Казахстане встречаются все 5 видов с 1 эндемиком Н. capitata
Sukhor.
Род 34. Гиргензония — Girgensohnia Bunge
В роде 5 видов, распространенных в Туранской провинции.
В Казахстане 2 вида: G. oppositiflora (Pall.) Fenzl и G. diptera Bunge
(юг республики).
Род 35. Офаистон — Of aiston Rafinesque
Монотипный род Туранской провинции.
В Казахстане О. monandrum (Pall.) Moq. встречается в западных и
центральных районах республики.
Род 29. Физандра — Physandra Botschantzev
74
Крупный род, насчитывающий 114 видов (Бочанцев, 1969),